# Salticus modicus
Salticus modicus är en spindelart som först beskrevs av Simon 1875.  Salticus modicus ingår i släktet Salticus och familjen hoppspindlar. Inga underarter finns listade i Catalogue of Life.